# Шон Кові
Шон Кові (народився 17 вересня 1964 р.) — американський бізнес-керівник, письменник, оратор та новатор. Займає посаду президента транснаціональної освітньої корпорації FranklinCovey Education, яка прагне трансформувати освіту  у всьому світі, доносячи принципи та навички лідерства якомога більшій кількості дітей, педагогів і шкіл. 
Шон Кові є виконавчим віце-президентом Global Partnerships, де він курує міжнародні операції FranklinCovey у більш ніж 100 країнах по всьому світу. Шон Кові є відомим автором бестселерів New York Times і написав кілька книг, включаючи бізнес-бестселер №1  за версією Wall Street Journal "Як досягти мети. Чотири дисципліни виконання", також "Шість найважливіших рішень, які ви коли-небудь приймете", "7 звичок щасливих дітей" і "7 звичок високоефективних підлітків", яка була  перекладена 20 мовами і продана тиражем понад 8 мільйонів примірників по всьому світу.

## Освіта
Шон Кові закінчив із відзнакою Університет Бригама Янга (BYU) за спеціалізацією "Англійська мова". Пізніше він отримав ступінь MBA в Гарвардській школі бізнесу. У студентські роки Шон також мав спортивну кар'єру та був стартовим квотербеком Університету Бригама Янга протягом сезонів 1987 та 1988 років, де він привів свою команду до двох ігор за кубок і отримав численні нагороди. Наприкінці юніорського сезону він серйозно пошкодив коліно та переніс реконструктивну операцію на коліні під час міжсезоння, що фактично завершило його футбольну кар'єру.

## Професійна кар'єра
Після своєї футбольної кар’єри в коледжі Кові працював у  компанії Deloitte and Touche consulting в Бостоні, а потім у Trammel Crow Ventures в Далласі. Успішне закінчення Гарвардської школи бізнесу проклало кар'єрний шлях Шону до FranklinCovey, де він працював на кількох посадах, включаючи керівника практики продуктивності, віце-президента з роздрібних магазинів, віце-президента з інновацій та продуктів, виконавчого віце-президента з міжнародного управління та президента FranklinCovey Education. За час роботи у компанії, Шон був ідейним натхненником та керівником більшості організаційних пропозицій FranklinCovey, зокрема «Фокус», «Лідерство», «4 дисципліни виконання», «Лідер у мені» та «7 звичок високоефективних людей». Працюючи в освітній корпорації FranklinCovey, він почав писати навчальні та бізнес-книги. Разом його книги зазнали шаленого успіху та розійшлися тиражем понад 10 мільйонів примірників по всьому світу.
Шон написав книгу під назвою «7 звичок високоефективних підлітків» на основі принципів книги «Сім звичок високоефективних людей», написаної його батьком Стівеном Р. Кові. Книга стала міжнародним бестселером, та було продано понад вісім мільйонів примірників і перекладена більш ніж 20 мовами. Книга була обрана як одна з чотирьох книг для тесту знань міжшкільного конкурсу MIST. 
Його наступною книгою є «Шість найважливіших рішень, які ви коли-небудь приймете». Книга розповідає про шість великих виборів, які зроблять підлітки в підлітковому віці. Ці шість рішень: Школа, Друзі, Батьки, Знайомства та Секс, Залежності та Самоцінність. За цією книгою пішла серія дитячих книжок, включаючи бестселер New York Times «7 звичок щасливих дітей», який проілюструвала Стейсі Кертіс. Пізніше Кові став співавтором кількох книг для дорослих, зокрема «Лідер у мені: як школи в усьому світі надихають на велич», «Одна дитина за раз» та «Чотири дисципліни виконання», яка за версією Wall Street Journal  стала бізнес-бестселером № 1.

## Опубліковані роботи
Книги для дітей
- Covey, Sean. A Place for Everything: Habit 3 (The 7 Habits of Happy Kids), Simon & Schuster Children's Publishing, 2010. ISBN 978-1-4169-9425-1
- Covey, Sean. Just the Way I Am: Habit 1 (The 7 Habits of Happy Kids), Simon & Schuster Children's Publishing, 2009. ISBN 978-1-4169-9423-7
- Covey, Sean. When I Grow Up: Habit 2 (The 7 Habits of Happy Kids), Simon & Schuster Children's Publishing, 2009. ISBN 978-1-4169-9424-4

- Covey, Sean. The 7 Habits of Happy Kids, Simon & Schuster Children's Publishing, 2008. ISBN 978-1-4169-5776-8

Книги для підлітків
- Covey, Sean. The 6 Most Important Decisions You'll Ever Make Personal Workbook, Fireside, 2008. ISBN 978-0-7432-6505-8
- Covey, Sean. The Choice is Yours: The 7 Habits Activity Guide for Teens, Franklin Covey, 2007. ISBN 978-1-933976-61-7
- Covey, Sean. The 6 Most Important Decisions You'll Ever Make: A Guide for Teens, Fireside, 2006. ISBN 978-0-7432-6504-1
- Covey, Sean. The 7 Habits of Highly Effective Teenagers: Personal Workbook , Simon & Schuster, 2005. ISBN 978-0-7432-6817-2
- Covey, Sean. The 7 Habits of Highly Effective Teens Personal Workbook, Fireside, 2003. ISBN 978-0-7385-0410-0
- Covey, Sean. The 7 Habits Journal for Teens, Fireside, 2002. ISBN 978-0-7432-3707-9
- Covey, Sean. Daily Reflections For Highly Effective Teens, Fireside, 1999. ISBN 978-0-684-87060-1
- Covey, Sean. The 7 Habits of Highly Effective Teens, Fireside, 1998. ISBN 978-0-684-85609-4
- Covey, Sean. Fourth Down and Life to Go: How to Turn Life's Setbacks into Triumphs, Barnes & Noble Books-Imports, 1990.  ISBN 978-0-88494-772-1

Книги для дорослих
- Covey, Sean (co-authors Stephen R. Covey, David K. Hatch, and Muriel Summers). The Leader in Me: How Schools around the World Are Inspiring Greatness, One Child at a Time, Simon & Schuster Paperbacks, 2014. ISBN 978-1-4767-7218-9
- Covey, Sean (co-authors Chris McChesney and Jim Huling). The 4 Disciplines of Execution: Achieving Your Wildly Important Goals, Free Press, 2012. ISBN 978-1-4516-2705-3